# 홍 (성씨)
홍(洪)은 중국과 한국의 성씨이다. 홍(洪)씨는 2015년 대한민국 통계청 인구조사에서 558,853명으로 조사되어, 한국의 성씨 인구 순위 21위이다. 본관은 남양(南陽), 풍산(豊山), 홍주(洪州),  부계(缶溪), 의성(義城), 회인(懷仁) 등이 있다. 나머지도 많다

## 기원
중국 감숙성(甘肅省)에 있는 돈황(敦煌)의 공공씨(共工氏) 후손이 공(共)에 수(水)자를 붙여 홍(洪)이라는 성이 생겼다.

## 남양 홍씨
남양 홍씨(南陽 洪氏)는 2015년 대한민국 통계청 인구조사에서 487,488명으로 조사되었다. 남양은 경기도 화성시 남양읍 일대의 옛 지명이다. 

### 남양 홍씨 당홍계
남양 홍씨 당홍계(唐洪系) 시조 홍천하(洪天河)가 당나라 8학사의 일원으로 영류왕 때 고구려에 동래하여 유학(儒學)을 가르치다가 연개소문의 난이 일어나자 신라로 피신하여 선덕여왕 때 유학 발전에 공을 세워 당성백(唐城伯)에 봉해졌다고 한다. 그러나 선계를 고증할 수 없어 고려 개국공신으로 삼중대광태사(三重大匡太師)를 지낸 홍은열(洪殷悅)을 1세조로 하여 세계(世系)를 이어오고 있다. 당홍은 조선시대에 문과 급제자 293명, 상신(相臣) 8명, 문형 2명, 청백리 3명, 왕비 1명, 부마 4명을 배출하였다. 2000년 인구는 117,638가구, 379,708명이다.

### 남양 홍씨 토홍계
남양 홍씨 토홍계(土洪系) 시조 홍선행(洪先幸)은 고려 고종 때 금오위별장(金吾衛別將)을 지냈다. 토홍은 조선시대에 문과 급제자 42명, 상신 2명, 문형 1명, 청백리 3명, 부마 1명, 공신 3명을 배출하였다. 홍언필(洪彦弼)이 조선 중종 때 영의정을 지냈고, 그의 아들 홍섬(洪暹)도 선조 때 영의정을 지냈다. 2000년 인구는 9,250가구, 30,662명이다.

## 홍주 홍씨
홍주 홍씨(洪州 洪氏) 시조 홍규(洪規)는 홍주(洪州) 사람으로 왕건이 후백제를 정벌할 때 고려 개국에 공을 세우고 삼중대광(三重大匡)을 역임하였다. 홍규의 딸은 고려 태조의 제12비인 흥복원부인(興福院夫人) 홍씨(洪氏)이다. 흥복원부인은 태자(太子) 왕직(王稷)과 공주(公主) 한 명을 낳았다.
사학계는 927년(태조 10년) 왕건이 후백제의 운주(運州)를 격파하였을 때 운주(運州)의 성주(城主)였던 긍준(兢俊)을 홍규와 동일인으로 해석한다. 운주(運州)는 1012년(현종 3) 홍주(洪州)로 개칭되었다. 홍주 홍씨는 조선시대 문과 급제자 4명을 배출하였다. 2000년 인구는 302가구, 935명이다.

## 의성 홍씨
의성 홍씨(義城 洪氏) 시조 홍유(洪儒)는 고려의 개국공신으로 태사를 지냈으며, 처음 이름이 홍술(弘述)이나 고려 태조 왕건으로부터 홍(洪)이라는 성과 이름을 하사받았고, 사후 태조묘정에 배향되었다. 태조의 제26비 의성부원부인(義城府院夫人) 홍씨(洪氏)의 아버지이다. 2000년 인구는 68가구, 206명이다.

## 풍산 홍씨
풍산 홍씨(豊山 洪氏) 시조 홍지경(洪之慶)은 1242년(고려 고종 29년) 문과에 장원으로 급제하여 국학직학(國學直學)을 지냈다. 시조의 묘소는 경상북도 안동시 풍산면 신성포 오산당에 있다. 풍산 홍씨는 조선시대 문과 급제자 130명, 상신 5명을 배출하였다.
홍주원(洪柱元)이 선조의 부마가 되었고, 홍주원의 아들 홍만용(洪萬容)은 숙종 때 예조판서를 지냈으며, 홍만용의 손자 홍현보(洪鉉輔)도 영조 때 예조판서를 지냈다. 홍현보의 아들 홍봉한(洪鳳漢)은 사도세자의 비인 혜경궁 홍씨의 아버지로서 영조 때 영의정에 올랐고, 홍봉한의 동생 홍인한(洪麟漢)은 좌의정에 올랐으며, 홍봉한의 5촌인 홍낙성(洪樂性)은 정조 때 영의정에 올랐다. 홍주원의 6대손인 홍국영(洪國榮)은 정조 때 세도정치로 권세를 잡았다. 2015년 인구는 44,594명이다.

## 부계 홍씨
부계 홍씨(缶溪 洪氏) 또는 부림 홍씨(缶林 洪氏)는 홍란(洪鸞)을 시조로 하고 고려 중엽 직장(直長)을 지낸 홍좌(洪佐)를 기세조로 한다. 홍좌의 10세손 홍귀달(洪貴達)이 좌참찬에 이르렀고, 홍귀달의 현손 홍호(洪鎬)가 대사간에 이르렀다. 2015년 인구는 15,301명이다.

## 회인 홍씨
회인 홍씨(懷仁 洪氏) 시조 홍연보(洪延甫)의 증손자 홍윤성(洪允成)이 계유정난 때 수양대군을 도와 정난공신 2등이 되고, 예종 때에는 우의정을 거쳐 영의정에 올랐으며, 인산부원군(仁山府院君)에 봉해졌다.

## 기타 본관
- 개령 홍씨
- 나주 홍씨
- 남원 홍씨
- 전주 홍씨
- 풍천 홍씨

## 기타 홍씨
2015년 대한민국 통계청 인구조사에서 홍(烘)씨 57명, 홍(䜤)씨 38명, 홍(弘)씨 18명, 홍(㤨)씨 10명, 홍(哄)씨 9명, 홍(紅)씨 9명으로 조사되었다.

## 같이 보기
- 홍 (중국 성씨)